# Hell Fuckin' Metal
Hell Fuckin' Metal es el primer álbum de la banda cubana de black metal Ancestor. Originalmente fue lanzado de forma independiente. Luego la productora Scriptorium Productions asumió su distribución para el territorio cubano. En el 2009 la banda firma un acuerdo con el sello noruego Forces of Satan para su venta como descarga a través de Internet. El disco fue nominado en la categoría de mejor disco de metal en los festivales Cuerda Viva 2010 y Cubadisco 2010.

## Lista de canciones
Toda la música por Kaos y Dakkar, letras de Kaos
1. "Blackult" – 3:45
2. "Opus Sadicum" – 3:34
3. "Iron Liver" – 2:39
4. "Vlad the Impaler" – 4:01
5. "Refuse to Renounce" – 4:22
6. "From the Heigts to the Abyss" – 3:21
7. "Hymno de Guerra 666" – 1:06
8. "The Christians Hunt" – 4:30

## Créditos
- Oppressor - voz
- Dakkar - guitarra
- Kaos - Bajo
- Soulreaper - Batería